# Koreai kultúra
A koreai kultúra a történelmi Koreában gyökerező kulturális jegyeket jelenti, melyeken a mai Észak-Korea és Dél-Korea kultúrája alapszik. A két államra szakadás következtében ma már Észak és Dél kultúrája sok tekintetben különbözik.

## Hagyományos művészetek

### Zene

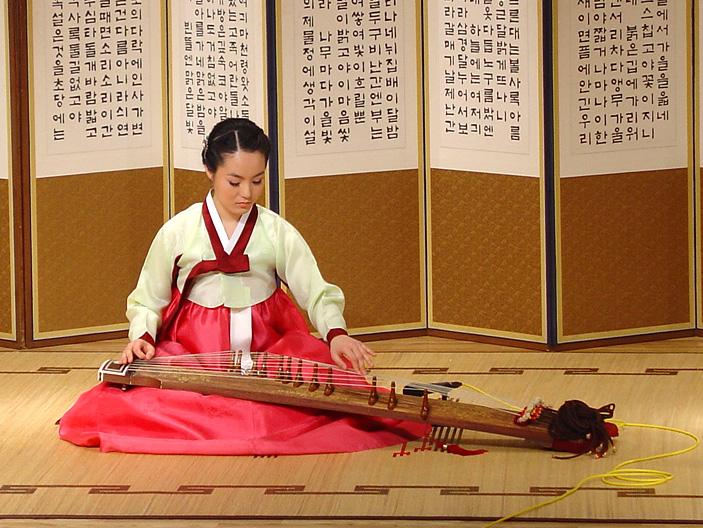
Kajagum (Gayageum)on játszó hölgy

A hagyományos koreai zenét koreai nyelven kugak (gugak)nak nevezik, melynek jelentése „nemzeti zene”. Ide tartozik az úgynevezett udvari zene, a népzene, valamint a sámánizmushoz és buddhizmushoz kapcsolódó rituális zene.

### Tánc

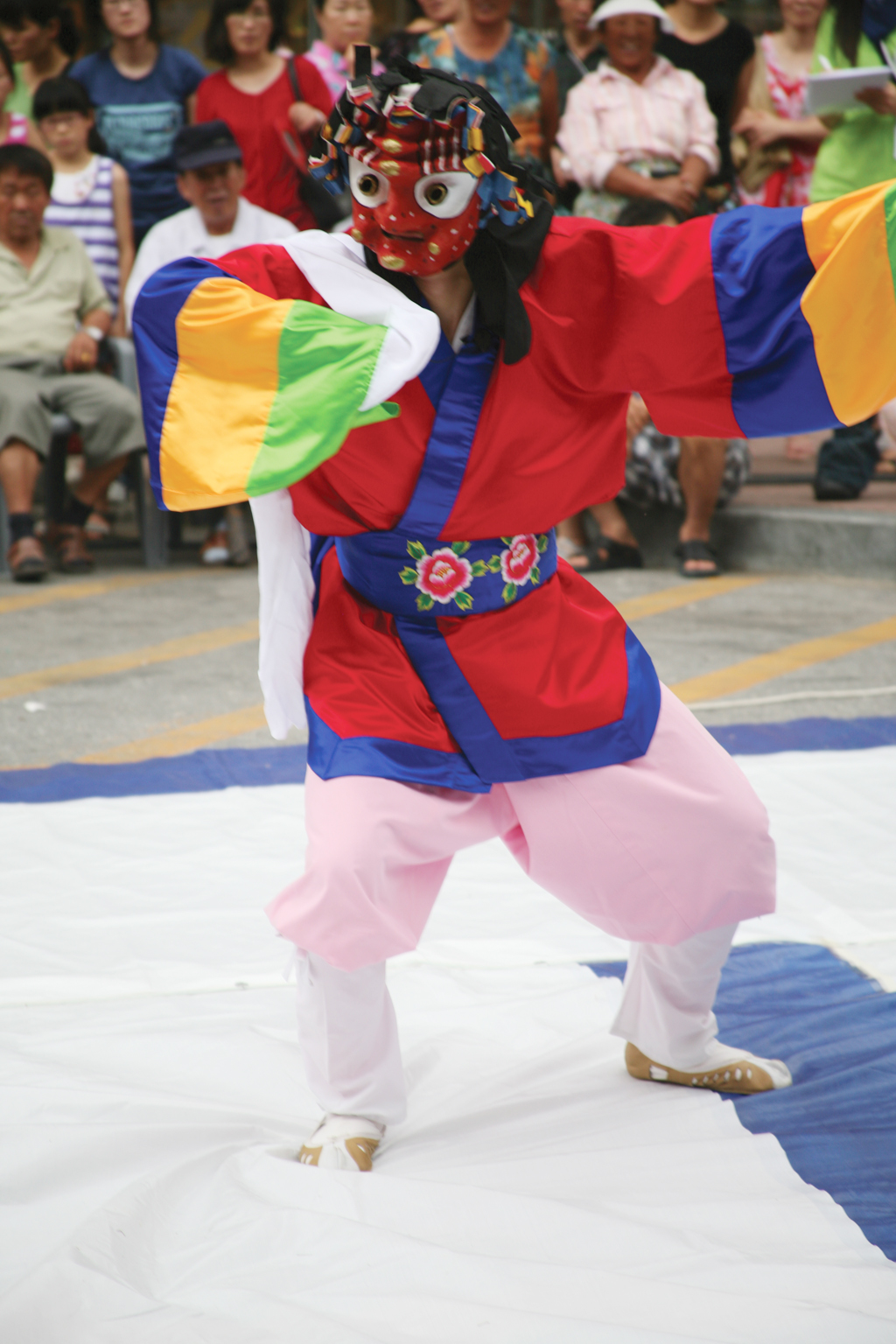
, azaz „vén agglegény” maszk, melyet a Pongszan thalcshum (Bongsan talchum)ban használnak

A koreai táncművészetet (한국 무용, hanguk mujong (hanguk muyong)) három nagy csoportra lehet osztani: hagyományos táncokra (전통 무용, csonthong mujong (jeontong muyong)), a japán megszállás idejétől a 70-es évekig tartó átmeneti korszak „új táncaira” (신무용, sinmujong (sinmuyong)), melyek tulajdonképpen modern elemekkel kevert hagyományos táncok voltak; valamint az úgynevezett „kreatív táncokra” (창작무용, cshangdzsak mujong (changjak muyong)).
A hagyományos táncoknak további három csoportja létezik: az udvari táncok (정재무, csongdzsemu (jeongjaemu)), melyek lehetnek kínai illetve koreai eredetűek; a néptáncok (민속무용, minszok mujong (minsok muyong)), valamint a rituális vagy vallásos táncok (제의무용, cseimujong (jeuimuyong)) csoportja. A néptáncok közé sorolják a falusi eredetű néptáncokat, mint a thalcshum (talchum), ami maszkos táncokat jelöl, valamint a nongakot, a parasztok által játszott zenét, és az azt kísérő táncokat. Néptáncnak számítanak a kifejezetten színpadra tervezett népies táncok is. A rituális táncok közé tartoznak a sámántáncok (무무, mumu), buddhista táncok (작법, csakpop (jakbeop)) és a konfuciánus táncok (일무, ilmu).
A konfuciánus és buddhista táncok, valamint az udvari táncok egy része kínai eredetű, ennek ellenére hagyományos koreai táncként szokás számon tartani őket. A hagyományos táncok részét képezik Dél-Korea kulturális örökségvédelmi programjának.

### Irodalom

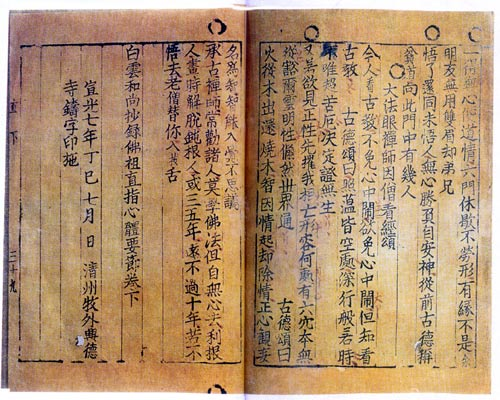
Csikcsi (Jikji), a legrégebbi ismert mozgatható fém-nyomóelemekkel nyomtatott könyv 1377-ből.

### Filmművészet

Cshunhjangdzson (Chunhyangjeon) (춘향전, 1935) című filmje volt az első koreai hangosfilm

A koreai filmművészet kezdetén készült alkotások nagy része megsemmisült a japán elnyomás, a koreai háború, valamint a katonai diktatúra időszaka alatt, ezeket a filmeket csak korabeli újságok, valamint filmtörténészek, például I Jongil (Lee Young-il) feljegyzései alapján lehet megismerni. A mozgóképélmény először a királyi családnak adatott meg Koreában, a századfordulón Burton Holmes vetített filmet a királyi palotában. 1903 júliusára olyan népszerű lett a film, hogy a hagyományos színházi és táncelőadásokat tartó Vongaksza (Wongaksa) színház is vetítőgépeket vásárolt. Az 1910-es éveket követően a koreai filmpiacot a külföldről importált filmek uralták.
Ebben az időszakban lett népszerű a kino-dráma műfaja, mely ötvözte a mozgóképet a színházi előadással. Az első ilyen hibrid alkotást 1919-ben Iridzsok kutho (Uirijeok guto) (의리적 구토, „Igazságos bosszú”) címmel mutatta be a Tanszongsza (단성사, Danseongsa) színház. Az első koreai játékfilmek 1923-ban készültek el: Von Szanman (원산만, Won San-man) Kukkjong (Gukgyeong) (국경, „A határ”) című alkotása, valamint Jun Bengnam (Yun Baek-nam) (윤백남) Volhai mengszo (Wolhaui maengseo) (월하의 맹서, „Eskü a holdfényben/Eskütétel a Hold alatt”) címet viselő filmje. A némafilmeket úgynevezett pjonszák (byeonsák) (변사; japán megfelelője a bensi) narrálták, valamint kiszeng (gisaeng)ek. 1926 és 1937 között mintegy 80 némafilm látott napvilágot Koreában, azonban az 1926-ban bevezetett cenzúra megnehezítette a koreai filmesek munkáját. Ebben az időszakban dolgozott a korszak egyik kiváló művésze, Na Ungju (Na Un-gyu) (나운규, 羅雲奎).
I Mjongu (이명우, 李明雨, Lee Myeong-u) Cshunhjangdzson (Chunhyangjeon) (춘향전) című filmje volt az első koreai hangosfilm, 1935-ben. A vezető rendezők jó része külföldön, Japánban vagy Németországban tanult, a korszakra pedig a koprodukciók voltak jellemzőek, leginkább technikai okok miatt: Koreának egyszerűen szüksége volt a tapasztalt japán mérnökök segítségére az egyre fontosabbá váló hangosfilm technikai problémáinak megoldására. Jellemzőek lettek a koreai folklórból, a csoszoni (joseoni) időkből merítkező alkotások, számos közülük irodalmi mű feldolgozása volt. A moziknak ekkoriban japán háborús propagandafilmeket kellett vetíteniük, ki kellett tűzniük a birodalmi zászlót és a háborút támogató szlogeneket kellett felvonultatniuk minden vetítés előtt. 1942-ben a koreai nyelvű filmek terjesztését betiltották, csak japán nyelven lehetett filmet gyártani. Az állami filmvállalatnál számos koreai rendező dolgozott a japánok keze alá, akik az 1945-ös felszabadulást követően propagandafilmek gyártásáról a függetlenséget éltető filmek készítésére álltak át. Ebből a korszakból csupán 11 film maradt fenn az utókornak.

## Életmód

### Gasztronómia

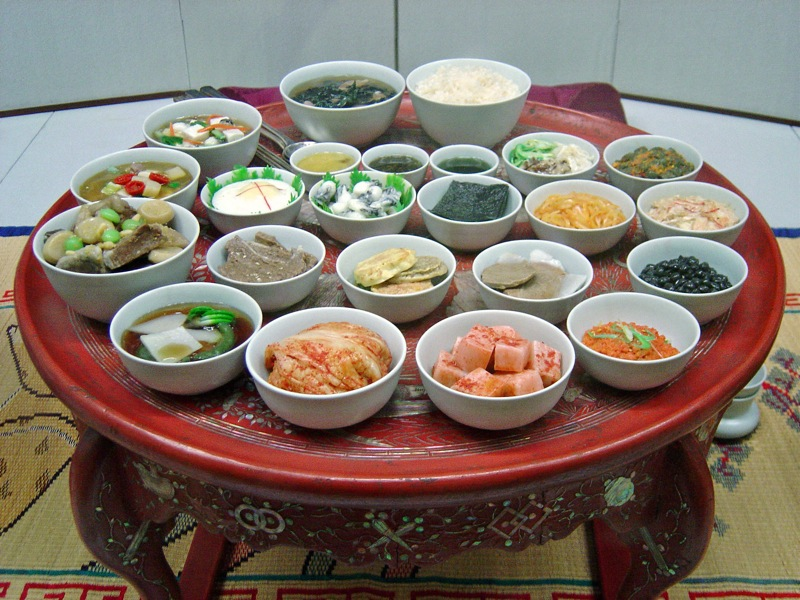
Hagyományos koreai tálalásmód

A koreai konyhaművészet változatosnak, sokszínűnek és általában véve egészségesnek mondható. Hatással volt rá a kínai és a japán konyha, de számos étele rendkívül különböző ezektől, elkészítési módját, alapanyagait és ízesítését tekintve is. Jellegzetes ételei közé sorolják a fermentált kimcshi (kimchi)t, a húsételek közül a pulgogi (bulgogi)t és a kalbi (galbi)t, a pibimbap (bibimbap)ot, a japán makiszusival rokon kimbap (gimbap)ot. Az italok közül ismert égetett szesz a szodzsu (soju). A koreai gasztronómia három legfontosabb ételízesítője a szójaszósz (kandzsang (ganjang)), a kocshudzsang (gochujang) (csilipaprikakrém) és a töndzsang (doenjang) (szójababkrém). Gyakran használják a fokhagymát és a gyömbért is. A koreai konyhában számos olyan étel szerepel, ami a nyugati ízvilágtól és felhasznált alapanyagoktól nagyon eltérő, ilyenek például a különféle namulok, amelyeknek egy részét nyugaton gyomnövénynek vagy dísznövénynek tartott növényekből készítik, mint például a varjúháj vagy éppen a páfrány.
A koreai ételeket általában egyszerre tálalják, nem fogásonként, mint a nyugati kultúrákban. Az asztalra mindig kerül rizs, amely kiegészítője a kuk (guk) (leves), a ccsige (jjigae) (raguféleség) és különféle kísérő ételek (pancshan (banchan)). Külön terítési szokások vonatkoznak az olyan étkezésre, ahol a fő étel a koreai tészta vagy a csuk (juk) (kása), illetve ha alkoholos italokat szolgálnak fel.
A koreai kultúrában az étkezésnek, az ételeknek rendkívül fontos szerepe van, úgy tartják, „az evés maga a mennyország” (먹는 것이 하늘이다, mongnun kosi hanurida (meongneun geosi haneurida)), és a koreaiak gyógyító erőt is tulajdonítanak az ételeknek (약식동원, jaksik tongvon (yaksik dongwon), „az orvosság és az étel egy gyökérről fakad”).

### Öltözködés

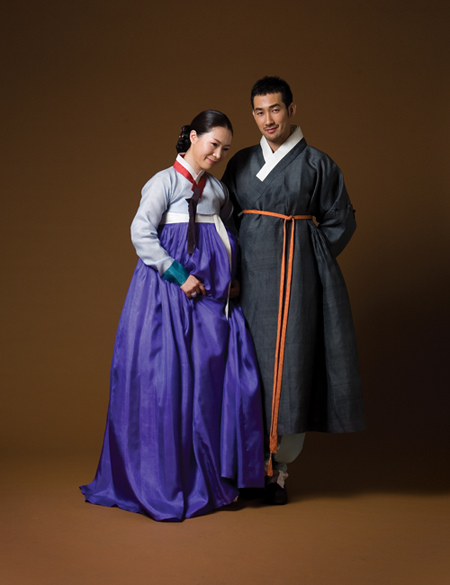
Női és férfi hanbok

A hanbok (hangul: 한복, handzsa (hanja): 韓服; Észak-Koreában: 조선옷 csoszonot (joseon-ot)) hagyományos koreai öltözék. A három koreai királyság idejében (1-7. század) jelent meg az alapdizájn, ami azóta számos változáson esett át, főként a női hanbok. A környező országok viseletei is befolyásolták a megjelenését, különösen a kínai és a mongol öltözékek.
A hanbok két alapvető részből áll, ez a nők esetében a csogori (jeogori) (저고리, kabátka, felsőrész) és a cshima (chima) (치마, szoknya), a férfiaknál a csogori (jeogori) és a padzsi (baji) (바지, nadrág), ezen felül azonban számos ruhadarab egészíti ki. A Csoszon (Joseon)-korban a ruha anyaga, színe jellemző volt a viselője társadalmi helyzetére, a férfiak esetében igen fontos kiegészítőnek számítottak a különféle kalapok, melyek a férfi rangját, foglalkozását, hivatali beosztását is tükrözték. A nők kiegészítőként különféle hajtűket használtak, a gazdag hölgyek és a kiszengek (gisaengek) körében elterjedt volt a terjedelmes, díszített, nehéz paróka is. Az egyes családi és nemzeti ünnepek, konfuciánus ceremóniák alkalmával a koreaiak csak meghatározott öltözékeket viselhettek.
A modern időkben a hanbokot csak különleges eseményeken, ünnepek alkalmával, esküvőkön, temetéseken hordják a koreaiak, a mindennapokból kiszorította a hanbokot a nyugati stílusú öltözködés. A hanbok jelenkori népszerűsítéséhez hozzájárultak a szaguk (saguk)ok, azaz a történelmi jellegű televíziós sorozatok, amelyek számára sok esetben neves divattervezők készítik el a kosztümöket.

### Fesztiválok és ünnepek
Kétféle hagyományos ünnep különböztethető meg a koreai kultúrában: a széles körben, teljes társadalom által egyszerre ünnepeltek, valamint a hagyományos családi ünnepek. A legnagyobb hagyományos ünnepek közé tartozik a holdnaptár szerint ünnepelt koreai újév, mely során rituális szertartásokat végeznek (csharje (charye), 차례) és tokkuk (tteokguk)ot (döngölt rizslisztből készített rudakból leves) fogyasztanak. A hagyomány szerint holdújévkor mindenki egy évvel idősebb lesz, függetlenül attól, hogy mikor van a valódi születésnapja. A tavasz legfontosabb ünnepe a tano (dano), a holdnaptár ötödik havának ötödik napján. Ezen az ünnepen a nők  hagyományosan keskenylevelű kálmos (Acorus calamus var. angustatus) kivonatával mostak hajat és kínai angyalgyökér (Angelica polymorpha) virágát tűzték a hajukba, hogy illatával elűzzék a gonosz szellemeket. Szokásos volt ilyenkor védelmező amuletteket is készíteni. Az ősz legnagyobb ünnepe a cshuszok (chuseok), az aratófesztivál, melynek keretében hálát adnak az az évi termésért és köszönetet mondanak az ősöknek (csesza (jesa)). Az ünnep a nyolcadik holdhónap 15. napjára esik, Dél-Koreában államilag az előtte és az utána következő nappal együtt munkaszüneti nap. A cshuszok (chuseok) családi ünnep, ilyenkor a legmesszebb lakó családtagok is hazalátogatnak. Az ünnep jellegzetes étele a ragacsos rizsből készült szongphjon (seongpyeon).
A családi ünnepek körébe tartoznak a születésnapok és az esküvők. A koreai kultúrában nagy jelentősége van a gyermek életében a 100. napnak (pegil (baegil)), valamint az első születésnapnak. Utóbbi alkalmával különféle ételeket és italokat szolgálnak fel és fontos esemény a toldzsabi (doljabi), amellyel megjósolják a gyermek jövőjét azzal a tárggyal, amit a baba az asztalról választ. A 60. életkor hagyományosan ugyancsak nagy ünneplést vont maga után, manapság azonban a várható életkor jóval magasabb, így inkább a 70.-et ünneplik meg. A hagyományos koreai esküvőkön a vőlegény magas rangú hivatalnokok hanbokját viselte, a menyasszonyt pedig a nemesasszonyok által viselt hvarot (hwarot)ba vagy vonszam (wonsam)ba öltöztették. Ezek az öltözékek meglehetősen drágák voltak, a falvakban általában egy volt csak belőle, amit kölcsönadtak az éppen házasságot kötőknek. A módosabb családoknál a ruha generációról generációra öröklődött.

### Sport és szabadidő

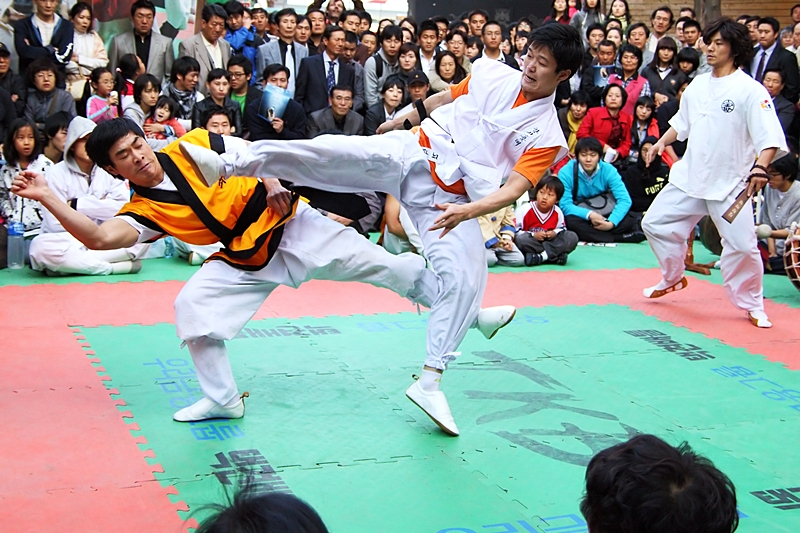
Thekkjon (Taekkyeon)

A hagyományos koreai sporttevékenységek közé tartoznak a koreai harcművészetek, valamint a ssirum (ssireum), mely egyfajta földharc, a birkózáshoz hasonló sportág, saját szabályrendszerrel és a nők csak amatőr szinten gyakorolhatják.
A legismertebb koreai harcművészeti formák a taekwondo és a hapkido, ezeken kívül azonban több más harcművészeti ág is létezik a koreai kultúrában, úgy mint a thekkjon (taekkyeon), mely az UNESCO szellemi kulturális örökség listáján is szerepel, vagy a szubak (subak), a tangszudo (dangsudo) és a hanmudo (한무도).
Koreában nagy hagyománya van az íjászatnak és a kardforgatásnak (komszul (geomsul), 검술) is.